# Ходжаизм

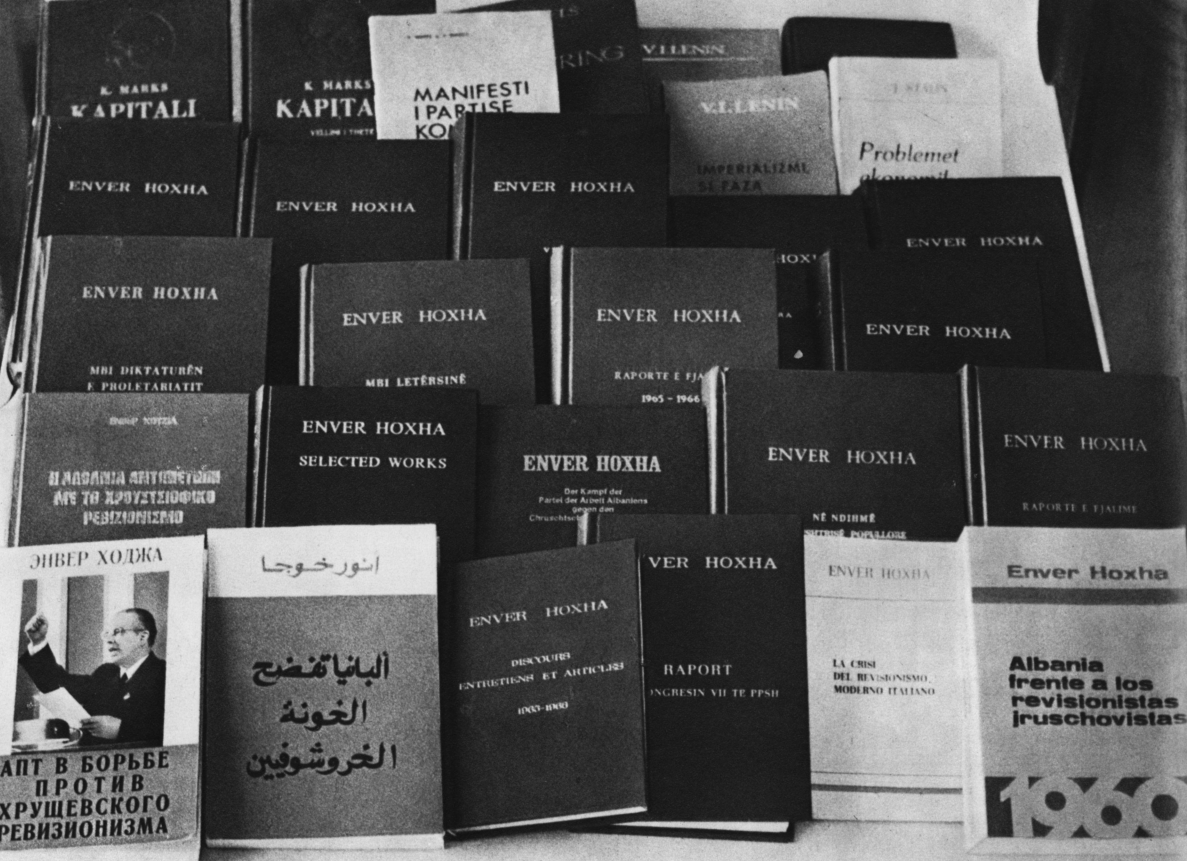
Основные работы Энвера Ходжи, переведённые на наиболее распространённые языки мира (в том числе и на русский)

Ходжаизм (алб. Hoxhaizmi), также энверизм (алб. Enverizmi) — албанская политическая теория и практика, оформившаяся во второй половине 60-х — начале 70-х годов XX века как развитие Энвером Ходжей идей марксизма-ленинизма, и претворяемая в жизнь в Народной Социалистической республике Албании до 1990 года. В СССР и странах Восточного блока подвергалась преследованию со стороны правящих коммунистических партий и органов госбезопасности (хотя, в отличие от маоизма, без открытой и публичной критики), но получила определённую популярность в ФРГ и странах третьего мира, где действовало (и действуют в ряде стран до сих пор) немало организаций ходжаистской направленности.

## История
После того, как 7 апреля 1939 года фашистская Италия оккупировала Албанию, немногочисленные группы албанских коммунистов ушли в подполье. Костяком этих групп были эмигранты, укрывавшиеся от режима Зогу во Франции и СССР, к которым примыкала по большей части анархически настроенная молодёжь. Основными теориями, которыми в то время они руководствовались, были: так называемая «теория сохранения кадров», согласно которой коммунисты должны ожидать вступления во Вторую мировую войну Советского Союза и ничего не предпринимать до выхода РККА к Балканам (Костандин Бошняку), теория формирования широкого Народного фронта на антифашистской и национально-освободительной платформе (Энвер Ходжа, Кемаль Стафа) и теория «растворения» в фашистских структурах власти, создаваемых итальянцами, с целью их подрыва изнутри (Рамиз Алия, Нако Спиру).
Коминтерн неоднократно пытался принудить три наиболее крупные коммунистические группы («корчаскую», «шкодринскую» и «молодёжную») выработать единую политическую платформу и объединиться на её основе в коммунистическую партию, но, не добившись успеха, поручил эту задачу Коммунистической партии Югославии (КПЮ). В Албанию были направленны эмиссары КПЮ Миладин Попович (который был по пути в страну арестован итальянцами и отправлен ими в концлагерь, впоследствии бежал оттуда) и Душан Мугош, под влиянием которых интеграционный процесс значительно ускорился. Днём 8 ноября 1941 года в здании кафе «Флора» в Тиране между руководителями трёх групп в присутствии Мугоша была достигнута окончательная договорённость и ночью того же дня в доме Хасана Курдари на окраине города произошло организационное собрание, принявшее решение об учреждении Коммунистической партии Албании (КПА) (с 1948 года — Албанская партия труда, АПТ). Политическая программа новой партии включала в себя задачи по организации в Албании антифашистского восстания, освобождения страны и создания демократического правительства.
С самого основания, КПА находилась под большим влиянием КПЮ и её лидера Иосипа Броза Тито, намеревавшегося после войны сформировать Балканскую федерацию, в которой Югославия доминировала бы, а Албания — вошла в её состав в качестве седьмой республики, получив Косово. Югославские эмиссары советовали албанским коммунистам ориентироваться на действия КПЮ и НОАЮ, в частности, в вопросах организации партизанской борьбы и сотрудничества с националистическими силами. Руководители КПА Энвер Ходжа и Кочи Дзодзе первоначально поддерживали эту линию и активно проводили её, что вызывало недовольство.

## Основные принципы
- Опора преимущественно на крестьянство (как и в маоизме и геваризме) в условиях недостаточности (или отсутствия как такового) рабочего класса;
- Резкое неприятие титоизма и рассмотрение Югославии как капиталистического государства с элементами анархо-синдикализма[4];
- Положительная оценка деятельности И.В. Сталина[5][6][7];
- Крайне отрицательная оценка личности и политики Н.С. Хрущёва, обвинение его в убийстве И.В. Сталина[8], Б. Берута и К. Готвальда[9], начале процесса реставрации капитализма в СССР[10] и «хрущёвском ревизионизме»[11], перекликаясь с аналогичными обвинениями Коммунистической партии Китая[12]. Энвер Ходжа также был наиболее последовательным противником хрущёвского курса на десталинизацию, обвиняя советского руководителя в лицемерном расхваливании культа личности, когда тому это было выгодно[13], а также в смене руководителей стран Восточного блока на своих ставленников[14] и организации (в соучастии с США и титовской Югославией) венгерских событий 1956 года[15]. В этом же ключе ходжаизм рассматривает и деятельность Л.И. Брежнева, обвиняемого в продолжении политики «хрущевизма без Хрущёва»[16];
- Жёсткая борьба с влиянием религии[17];
- Критика маоизма, рассматриваемого в качестве буржуазно-демократического режима[18], поддерживающего американский империализм в борьбе с Советским Союзом[19] и пытающегося посредством теории трёх миров закрепиться в качестве мировой сверхдержавы[20][21]. Ходжаизм также критикует Культурную революцию, рассматривая её в качестве формы «дворцового переворота всекитайского масштаба»:

«Ход событий показал, что Великая пролетарская культурная революция не была ни революцией, ни великой, ни культурной и, самое главное, что она вообще не была пролетарской. Она явилась просто дворцовым переворотом всекитайского масштаба, направленным на ликвидацию горстки реакционеров, захвативших власть».
Политика Мао Цзэдуна рассматривается в ходжаизме как смесь эклектики и метафизики;
- Борьба с еврокоммунизмом, рассматриваемого как «разновидность современного ревизионизма, набор теорий, противоположных марксизму-ленинизму»[24];
- Поддержка албанской позиции по вопросу принадлежности Косово[25][26][27].
- Классовая борьба, по мнению ходжаистов, двигатель общества, в том числе социалистического, вплоть до полного уничтожения классов. Зигзаги, приливы и отливы, характеризующие классовую борьбу, представляют собой ступени её обострения. Они связаны со всеми субъективными и объективными обстоятельствами жизни общества. В этом смысле позиция Албанской партии труда (АПТ) не отличается от ленинской.[28]
- Ходжа, как и Ленин, считал, что революция в отсталой полуфеодальной стране проходит в два этапа: сначала демократический, затем социалистический. Всякая социалистическая революция приводит к диктатуре пролетариата. В Албании она была установлена в форме народной демократии. На деле это был аналог советского строя после 1936 года.
- Партия выступает как авангард: она руководит рабочим классом и направляет его в период революции, а затем и в период построения социализма с коммунизмом. Пролетариат осуществляет свою диктатуру через партию. Такие идеи стали популярны в СССР в 1920-е, особенно после смерти Ленина.[29]
- В Албании народно-демократический этап революции совпал с борьбой против военного захвата страны силами держав Оси, против подчинения страны фашистской Италией. Коммунистическая партия руководила народом в партизанской войне. После освобождения страны она получила власть в стране в 1944 году.
- На демократическом этапе революции в Албании ввели всеобщее избирательное право, уничтожили монархию, приняли Конституцию, провели земельную реформу. В ходе реформы переделили землю и скот в пользу бедных крестьян и уничтожили крепостничество.
- На социалистическом этапе революции национализировали промышленность, внутреннюю и внешнюю торговлю, внедрили систему статистики по образцу СССР, начали кооперацию крестьян.
- Диктатура пролетариата, считал Ходжа, может выродиться в диктатуру буржуазии. Такая возможность заложена в противоречивой природе социализма: начиная с того, что доходы у людей различные и они неодинаково участвуют в управлении государством, и заканчивая тем, что у них разные мировоззрения и этические установки. [30] Этот процесс отражается и внутри коммунистической партии. Контрреволюционеры в партии поворачивают её политику на реставрацию капитализма, высвобождая капиталистические производственные отношения в промышленности и сельском хозяйстве. Эти подвижки в экономике рождают новый класс капиталистов.  Особенность новой буржуазии проявляется в том, как она извлекает капиталистический доход. Если при классическом капитализме доходы извлекаются пропорционально капиталу во владении капиталиста, то новые капиталисты получают доход в зависимости от «сословного» положения, которое они успели занять в социалистическом обществе: высшая творческая интеллигенция, генералитет, высшие госслужащие — вершина этой иерархии угнетения.  У контрреволюции есть свои этапы. Заключительный — «контрреволюция в контрреволюции», своего рода отрицание отрицания, когда осуществляется переход от ревизионистской диктатуры к классическому капитализму. Так характеризовались события в Чехословакии в 1968 году, Польше в 1980 году, так современные ходжаисты характеризуют Перестройку и перевороты в Восточной Европе. Переход к этой фазе зависит от степени обострения противоречий капитализма, реставрированного в новой форме.  АПТ считала, что контрреволюция начинается с надстройки, которая тлетворно влияет на развитие базиса общества, высвобождая капиталистические производственные отношения. Поэтому, по мере того как строится социализм и коммунизм, надстройка постоянно совершенствуется, и, хотя материально-техническая база общества — производительные силы — может быть слаба, высокоразвитые производственные отношения подвижны, они позволяют развивать как сами производительные силы, так и надстройку в новых условиях. Это возможно, если господствуют социалистическая собственность и методы организации хозяйства. Как отмечал ведущий партийный философ Фото Чами в 1969 году: «Роль надстройки при социализме, в отличие от той роли, которую она играла в прошлом, не ограничивается только тем, что она, как это было принято считать, может ускорить или задержать развитие страны, но и тем, что она способна определять и саму судьбу страны, путь её развития».[31]Тогда же, говоря о собственности, ведущий партийный политэконом Хекуран Мара отмечал: «…уже в стадии социализма не исключается возможность существования общественной социалистической собственности в единой форме (как всенародная собственность), которая ещё не является коммунистической собственностью с точки зрения её экономической и общественно-идеологической зрелости…».[31]Так идеологи АПТ подчёркивали, что существуют ступени обобществления и даже победа общенародной собственности во всех сферах не гарантирует коммунистического базиса. Постоянно приводя динамичные производительные силы, производственные отношения и надстройку в соответствие друг с другом, мы ограждаем социалистическое общество от контрреволюции, пока оно идёт к коммунизму.
- Социал-фашизм и социал-империализм.
- Ходжа считал, что ревизионизм в социалистической стране ведёт к её перерождению в социал-фашистское и социал-империалистическое государство — как это произошло с СССР и КНР. [32]
- Социал-фашизм — внутренняя политика наиболее реакционных ревизионистских режимов. Менее реакционные ревизионистские режимы характеризовались «ревизионистскими диктатурами», диктатурами ревизионистских партий, диктатурами ревизионистской, новой, буржуазии.[33]
- Социал-империализм — внешняя политика самых сильных из ревизионистских режимов, способных подчинить малые нации. Приставка «социал» означает, что империалистическая страна маскируется под социалистическую, но её внешняя политика опирается не на пролетарский интернационализм, а на великодержавный шовинизм. Социал-империалист стремится закабалить другие страны.
- По мысли АПТ, СССР и США поделили мир на зоны влияния. Китай, перерождаясь, стремился стать новой сверхдержавой. Так называемые неприсоединившиеся страны так или иначе относятся к тому или иному лагерю как закабалённые или как сателлиты.
- По мнению идеологов АПТ, современный ревизионизм возник во время Второй Мировой Войны и сразу после неё. Первым ревизионистским течением был браудеризм в США. Там распустили Компартию под лозунгом «коммунизм — это американизм XX века». Следующим течением стал титоизм в Югославии. Это были предтечи к ревизионизму в рядах КПСС. Захватив КПСС — сердце коммунистического движения, — ревизионизм поразил большое количество партий. Движение было расколото на хрущëвскую линию во главе с СССР и антиревизионистскую линию, которую возглавили Китай и Албания.[33]
- Поддержка пролетарского интернационализма:«Народы не забудут преступную войну американских империалистов в Индокитае и других районах, не забудут преступную агрессию фашистского типа китайских социал-империалистов против Вьетнама так же, как никогда не забудут и Чехословакию, Афганистан и др. Им ясно, что американские империалисты, советские социал-империалисты, китайские социал-империалисты и все другие империалисты и реакционеры — в одинаковой мере агрессоры и кровопийцы, заклятые враги свободы и независимости народов, сговаривающиеся между собой в ущерб народам».«Агрессоры, вон из Афганистана!». Энвер Ходжа«В этих условиях защита марксизма-ленинизма и принципов пролетарского интернационализма, последовательная и революционная позиция в отношении великих мировых проблем составляют ныне для нашей партии, как и для всех истинных марксистов-ленинцев, одну из основных задач. Наша справедливая борьба должна пробуждать у прогрессивных народов и людей веру в победу дела революции, социализма и освобождения народов. Наша партия на правильном пути и она победит, ибо с ней революционеры и народы всего мира, с ней марксистско-ленинская правда». «Защита марксизма-ленинизма — великий долг всех истинных революционеров». Энвер Ходжа «В то время, как льется кровь этих многострадальных народов и растет их взаимная ненависть, есть такие империалистические и капиталистические державы, которые держат сторону то одного, то другого, аплодируют то одному, то другому, не предпринимая ни малейших попыток помочь этим народам мученикам обрести мир и возможность строить свою жизнь в полной свободе и независимости. Политика Албанской партии Труда всегда поддерживала и поддерживает национально-освободительную борьбу народов, выступает в поддержку их интересов. Она была всегда открытой и принципиальной политикой». «Правое дело арабских народов непобедимо». Энвер Ходжа

## Ходжаизм в мире
Ходжаизм на волне Холодной войны и конфликта СССР с Китаем получил большое распространение в мире, особенно в странах Африки и Латинской Америки. После смерти Мао Цзэдуна в 1976 году и начала Политики реформ и открытости, большинство существовавших к тому времени маоистских партий и движений также переориентировались в сторону ходжаизма. Наиболее крупной партией ходжаистского толка являлась западногерманская Коммунистическая партия Германии (марксистско-ленинская) во главе с Эрнстом Аустом и Вилли Дикхутом, пытавшаяся в том числе вести агитацию в ГДР, Западном и Восточном Берлинах, а также подразделениях ГСВГ. Также на Тирану ориентировалась нелегальная Коммунистическая партия Польши Казимежа Мияля.
Попытки албанских и (до 1969 года) китайских спецслужб организовать в Советском Союзе сталинистское подполье, ориентированное на Китай и Албанию, активно пресекались КГБ. Органы госбезопасности СССР и его союзников по ОВД и СЭВ относительно успешно воспрепятствовали завозу издаваемой в НСРА специально для нелегального распространения ходжаистской литературы на свою территорию, глушились передачи «Радио Тирана». Единственной относительно организованной группой ходжаистско-маоистского толка в СССР, которая смогла распространить свои программные документы, были «Советские революционеры-коммунисты (большевики)», функционировавшие с середины-конца 60-х годов.
Нелегальные организации ходжаистского толка активно функционировали на территории Югославии, особенно в Косово и албаноязычных общинах Македонии и Черногории. Наиболее организованными среди них были: «Движение национальное освобождение Косова», «Марксисты-ленинисты Косова», «Красный народный фронт», «Марксистско-ленинская партия албанцев в Югославии» (в феврале 1982 года эти 4 организации объединились в «Движение за албанскую социалистическую республику в Югославии»), «Национальная партия труда», «Куштрим и лирис», «Дер п'р доре» и «Организационный комитет марксистов-ленинистов в Косове». Этими нелегальными организациями широко распространяли листовки примерно следующего содержания:

«Поднимайтесь, братья и сестры албанцы! Смелее, будьте как один, беспощадны, пробуждайтесь, не спите, сегодня время героической революционности албанского патриотизма. Национал-фашисты, македоно-сербы не подарят нам свободы и объединения. Поэтому вставайте! Отдайте все свои силы, не щадя жизни, крови и богатства. Хватит нам кровавого рабства, пути за титоистскими чужими поработителями. Поднимайтесь, пробуждайтесь, братья и сестры албанцы!
Да здравствует Энвер Ходжа, Рабочая партия и Народная Социалистическая республика Албания! Пусть сгинет буржуазный титоистский режим! Да здравствует воссоединившийся албанский народ. Республика от Струги до Скопья, Ульцинь и НСР Албания — вместе. Общими усилиями мы победим!

Прочитай, распространи, врагам не давай, потому что это предательство».
После отстранения АПТ от власти в Албании большинство этих организаций отказались от ходжаизма и влились в Демократическую лигу Косово Ибрагима Руговы.
Ориентированный на ходжаизм эфиопский Революционно-демократический фронт эфиопских народов под руководством Мелеса Зенауи смог, одержав победу в гражданской войне против просоветского режима Менгисту Хайле Мариама, прийти к власти, но в скором времени отказался от ходжаизма в пользу «революционной демократии».
После смерти Энвера Ходжи в 1985 году и прихода к власти в Албании Рамиза Алия, начался осторожный отход Албанской партии труда от ходжаизма к ортодоксальному марксизму-ленинизму-сталинизму, с 1990 года приобретший черты радикального разрыва со старой идеологией. Под давлением советской Перестройки и резких изменений в Восточной Европе, в НСРА началось массовое антикоммунистическое движение, приведшее к изменениям в самой АПТ (партия отказалась от марксизма в пользу социал-демократии и переименовалась в Социалистическую партию Албании) и приходу к власти радикального антикоммуниста Сали Бериша.
В 1994 году, в 1994 году в Кито ходжаистские партии, общественно-политические движения и организации (преимущественно, из стран Африки и Латинской Америки) образовали Международную конференцию марксистско-ленинских партий и организаций (Единство и борьба). Печатным органом организации является газета «Единство и борьба» (исп. Unidad y Lucha).
В отличие от марксистско-ленинских партий (вставших на сторону СРЮ и Слободана Милошевича), ходжаистские организации поддержали НАТО во время бомбардировок Югославии 1999 года, а в дальнейшем — отделение Косово от Сербии.
В современной Албании действует несколько небольших (и маловлиятельных) партий и движений ходжаистского толка, наиболее крупное из которых — Коммунистическая партия Албании, не представленная в органах власти.